# ボテル
ボテル (ドイツ語: Bothel) は、ドイツ連邦共和国ニーダーザクセン州のローテンブルク（ヴュンメ）郡に属す町村（以下、本項では便宜上「町」と記述する）である。この町はザムトゲマインデ・ボテルの地理的中心に位置し、同ザムトゲマインデで最も多くの人口を擁する町で、このザムトゲマインデの行政中心となっている。ボテルはローダウ川とヴィーダウ川の間、ローテンブルク (ヴュンメ)の南東8kmに位置する。

## 地理
ボテルはローテンブルク (ヴュンメ)（約8kmの距離にある）とフィッセルヘーヴェデ（約14kmの距離にある）との間にあり、ともにヴュンメ川の支流であるヴィーダウ川とローダウ川に挟まれている。この町は、ハルトヴェーデルやトローヒェルを初め多くの森に囲まれている。

### 町の構成
ボテル町は行政上は地区に分割されていない。鄙びた村落風の旧中心部の他に、一戸建ての新築住宅や学校（ボテル基礎課程学校、本課程学校と実科学校を含むヴィーダウ・シューレ）、ザムトゲマインデの行政庁舎がある新中心街がある。町内をZ型にハウプト通り（本通り）が走っている。旧村落部はアンガー型村落の名残を留めている。

## 歴史
ボテルは、中世にはフェルデン地方のトローヒェル別荘附属荘園地であった。名前は古ザクセン語の「Bostel」、すなわち「小さな森」に由来し、森の中の開墾地を意味している。初めはスウェーデン領となり、その後ブラウンシュヴァイク＝リューネブルク選帝侯領（後のハノーファー王国）となった。ナポレオン・ボナパルトはボテルを通る大規模な軍事道路（現在の連邦道B440号線）を建設した。第二次世界大戦後、この町は難民たちにより人口が増加し、新しい住宅地が建設された。

## 宗教
ボテルには教会がなく、墓地礼拝堂があるだけである。住民の多くはプロテスタント・ルター派の信者である。彼らは、ブロッケル、キルヒヴァルゼーデ、フィッセルヘーヴェデの信者らで形成するフィッセルヘーヴェデ教会地域内のブロッケル教会組織に属す。ローマ・カトリックの信者はローテンブルク聖体教会に属す。この他に、イスラム教、エホバの証人、自由教会、バプテスト教会や新使徒派教会の信者がおり、またドイツ全土がそうであるように無宗教の住民も増加傾向にある。

## 行政
この町の町議会は13議席からなる。

## 文化と見所

### 年中行事
- 復活祭の火祭り
- 射撃祭
- 収穫祭
- 全国弓道大会
- 村の運動会
- ボテルのエシュフェルトラウフ（農場レース）

## 経済と社会資本
ボテルには、多くの中小企業がある。高所・地下工事、金属細工、車体製造・販売会社がその主なものである。

### 交通
ボテルは連邦道B71号線とB440号線の間に位置している。公共交通機関は、ローテンブルク (ヴュンメ)行きとフィッセルヘーヴェデ行きの路線バスがあるが、ほとんど通学時間帯のみの運行で不十分な状態にある。最寄りの駅は、バスの終点であるローテンブルク (ヴュンメ)とフィッセルヘーヴェデにある。以前はボテルとブロッケルとの間にブレーマーフェルデ - ヴァルスローデ鉄道の駅があった。Y-テラス計画では、この路線はボテル町内を通ることになっている。

### 教育
- ボテル基礎課程学校
- 本課程学校と実科学校があるヴィーダウ・シューレ

## 引用
1. ↑  Landesamt für Statistik Niedersachsen, LSN-Online Regionaldatenbank, Tabelle A100001G: Fortschreibung des Bevölkerungsstandes, Stand 31. Dezember 2023